# Déclaration d'indépendance du cyberespace

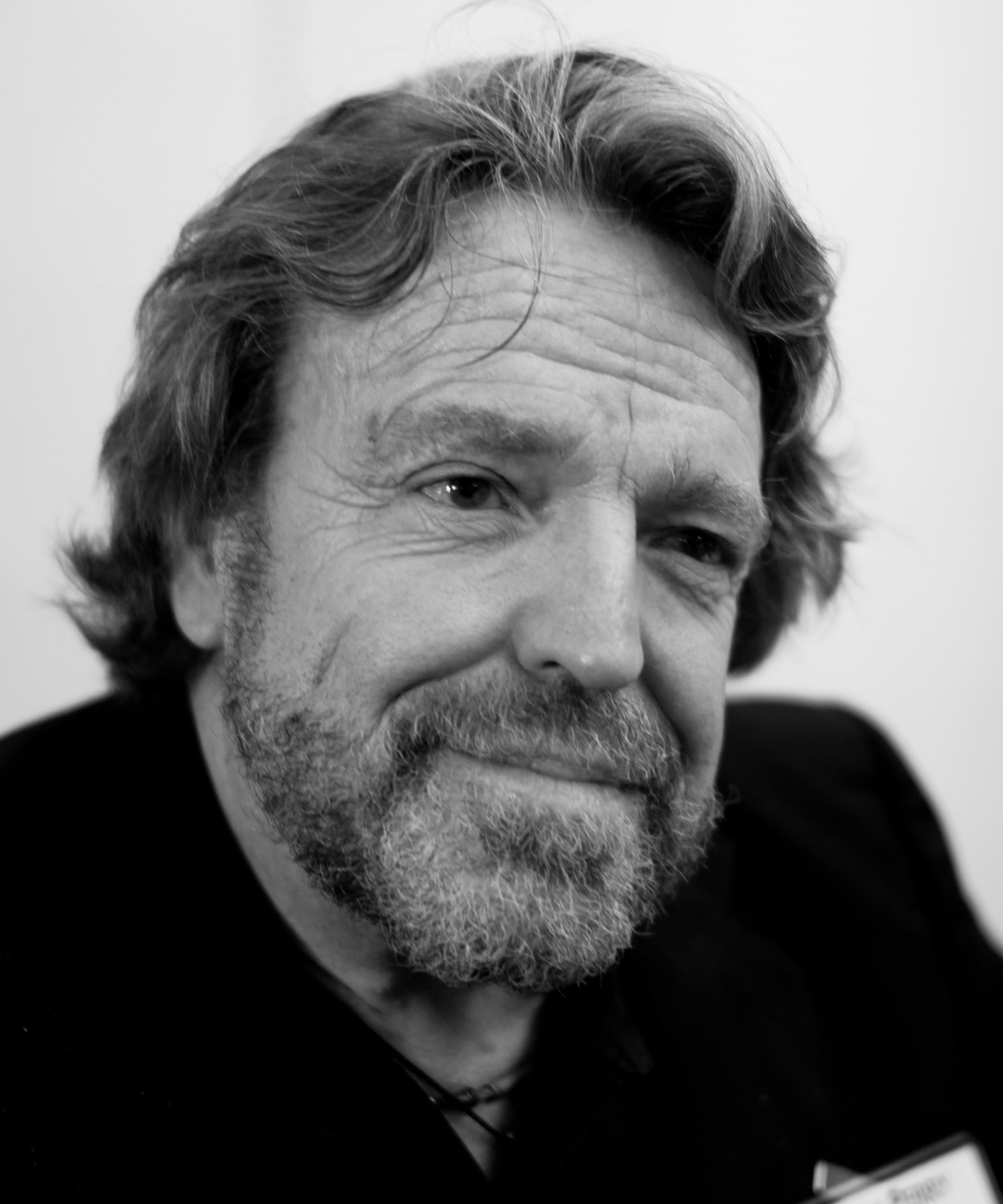
John Perry Barlow en 2012.

La Déclaration d'indépendance du cyberespace est un texte célèbre rédigé le 9 février 1996 à Davos en Suisse par John Perry Barlow, écrivain, militant et cofondateur de l'Electronic Frontier Foundation. Il soutient l'idée qu'aucun gouvernement (ou qu'aucune autre forme de pouvoir) ne peut s'imposer et s'approprier Internet, alors en pleine extension. Il a été écrit en partie en réponse à l'adoption de la Loi sur les télécommunications de 1996 aux États-Unis  – alors sous Bill Clinton. Le Communications Decency Act (CDA), intégré au Telecommunication Act, visait à censurer certains contenus offensants et pornographiques ; et rendait illégal et passible d’une amende de 250 000 dollars le fait, par exemple, de dire « merde » en ligne, de parler explicitement de l’avortement ou d’évoquer les diverses fonctions corporelles autrement qu’en termes strictement cliniques, tendant ainsi à limiter certaines libertés sur Internet.
En raison de son objet, cette déclaration est devenue célèbre dès les premières semaines de sa publication ; elle est encore aujourd'hui populaire sur Internet. Concernant la partie du Telecommunications Act sur l’expression sur Internet (CDA), les hauts cris de Barlow et des autres défenseurs des libertés publiques ont porté leurs fruits : en juin 1997, après plusieurs mois de bataille juridique, la Cour suprême l'a jugée incompatible avec le premier amendement de la Constitution américaine.

## Contenu
« Governments of the Industrial World, you weary giants of flesh and steel, I come from Cyberspace, the new home of Mind. On behalf of the future, I ask you of the past to leave us alone. You are not welcome among us. You have no sovereignty where we gather. »

— John Perry Barlow, A Declaration of the Independence of Cyberspace
La Déclaration énonce, dans seize paragraphes courts, le refus de l'appropriation du cyberespace par un gouvernement extérieur, en particulier celui des États-Unis. Il affirme que les États-Unis n'ont pas eu le « consentement des gouvernés » pour appliquer leurs lois sur Internet, et qu'il est à l'extérieur des frontières de n'importe quel pays. Il précise qu'Internet se régule lui-même, avec ses propres codes et langages sociaux, basé sur la Règle d'or : « Ne fais pas aux autres ce que tu ne voudrais pas qu'on te fasse ».
Très imprégné par les valeurs de la culture américaine, il le fait dans un langage évocateur de la Déclaration d'indépendance des États-Unis, ce qui est flagrant dans ses derniers paragraphes ; sa perception du cybermonde est, au sens propre, celle d’un Nouveau Monde. Bien que le document mentionne la Loi sur les télécommunications, il accuse également la Chine, l'Allemagne, la France, la Russie, Singapour, et l'Italie qui tentaient à son époque de contrôler les communications sur l’Internet, d’une manière ou d’une autre et avec plus moins de fermeté,.
Le texte original en anglais est disponible sur le site internet de l'Electronic Frontier Foundation. La traduction française de la déclaration de John P. Barlow vient du chapitre Déclaration d'indépendance du cyberespace (p. 47-54) de l'ouvrage Libres enfants du savoir numérique: Une anthologie du Libre (2000) de Florent Latrive et Olivier Blondeau. Il contient une introduction de l'écrivain, puis la déclaration : 

« Hier, le grand invertébré de la Maison-Blanche (ndlr, le président des États-Unis Bill Clinton) a apposé son sceau sur la loi de réforme des télécommunications de 1996, tandis que Tipper Gore prenait des photographies numériques de l’événement pour les faire figurer dans un livre intitulé : Vingt-quatre heures dans le cyberespace.
On m’avait demandé de participer, moi aussi, à la rédaction de ce livre en écrivant un texte pour la circonstance. Étant donné le monstrueux traitement que cette loi se propose d’infliger au Net, j’ai décidé que le moment était aussi bien choisi qu’un autre pour apporter un peu d’eau au moulin virtuel. [...]
Cette loi tente de soumettre la conversation dans le cyberespace à des contraintes plus sévères que celles actuellement en vigueur dans la cafétéria du Sénat, où j’ai eu l’occasion de dîner plusieurs fois et où j’ai toujours entendu des représentants du Sénat des États-Unis d’Amérique parler en employant des expressions fort colorées et indécentes.
Ce projet de loi a été mis en œuvre contre nous par des gens qui n’ont pas la moindre idée de ce que nous sommes, ni de la nature de nos conversations. Comme le dirait mon cher ami Louis Rossetto, rédacteur en chef de Wired , « c’est comme si des analphabètes venaient vous dire ce qu’il faut lire ».
Eh bien, qu’ils aillent se faire foutre.
Ou, plus exactement, qu’ils sachent que nous prenons congé d’eux. Ils ont déclaré la guerre au cyberespace ; montrons-leur combien nous pouvons être astucieux, déroutants et puissants pour nous défendre.
J’ai écrit un texte (d’une solennité de circonstance) qui, je l’espère, deviendra l’un des nombreux moyens susceptibles d’y contribuer. Si vous le jugez utile, j’espère que vous le diffuserez aussi largement que possible. Vous pouvez retirer mon nom si cela vous arrange ; je ne me soucie vraiment pas d’être mentionné.
J’espère bien, en revanche, que ce cri va résonner dans le cyberespace, en se modifiant, en grandissant et en se dupliquant, jusqu’à ce qu’il devienne un énorme vacarme, à la mesure de cette loi imbécile qu’ils viennent de préparer contre nous.
Je vous donne une…...

DÉCLARATION D'INDÉPENDANCE DU CYBERESPACE

« Seule l’erreur a besoin du soutien du gouvernement. La vérité peut se débrouiller toute seule. »
— Thomas Jefferson, Notes on Virginia

Gouvernements du monde industriel, géants fatigués de chair et d’acier, je viens du cyberespace, nouvelle demeure de l’esprit. Au nom de l’avenir, je vous demande, à vous qui êtes du passé, de nous laisser tranquilles. Vous n’êtes pas les bienvenus parmi nous. Vous n’avez aucun droit de souveraineté sur nos lieux de rencontre.
Nous n’avons pas de gouvernement élu et nous ne sommes pas près d’en avoir un, aussi je m’adresse à vous avec la seule autorité que donne la liberté elle-même lorsqu’elle s’exprime. Je déclare que l’espace social global que nous construisons est indépendant, par nature, de la tyrannie que vous cherchez à nous imposer. Vous n’avez pas le droit moral de nous donner des ordres et vous ne disposez d’aucun moyen de contrainte que nous ayons de vraies raisons de craindre.
Les gouvernements tirent leur pouvoir légitime du consentement des gouvernés. Vous ne nous l’avez pas demandé et nous ne vous l’avons pas donné. Vous n’avez pas été conviés. Vous ne nous connaissez pas et vous ignorez tout de notre monde. Le cyberespace n’est pas borné par vos frontières. Ne croyez pas que vous puissiez le construire, comme s’il s’agissait d’un projet de construction publique. Vous ne le pouvez pas. C’est un acte de la nature et il se développe grâce à nos actions collectives.
Vous n’avez pas pris part à notre grande conversation, qui ne cesse de croître, et vous n’avez pas créé la richesse de nos marchés. Vous ne connaissez ni notre culture, ni notre éthique, ni les codes non écrits qui font déjà de notre société un monde plus ordonné que celui que vous pourriez obtenir en imposant toutes vos règles.
Vous prétendez que des problèmes se posent parmi nous et qu’il est nécessaire que vous les régliez. Vous utilisez ce prétexte pour envahir notre territoire. Nombre de ces problèmes n’ont aucune existence. Lorsque de véritables conflits se produiront, lorsque des erreurs seront commises, nous les identifierons et nous les réglerons par nos propres moyens. Nous établissons notre propre contrat social. L’autorité y sera définie selon les conditions de notre monde et non du vôtre. Notre monde est différent.
Le cyberespace est constitué par des échanges, des relations, et par la pensée elle-même, déployée comme une vague qui s’élève dans le réseau de nos communications. Notre monde est à la fois partout et nulle part, mais il n’est pas là où vivent les corps.
Nous créons un monde où tous peuvent entrer, sans privilège ni préjugé dicté par la race, le pouvoir économique, la puissance militaire ou le lieu de naissance.
Nous créons un monde où chacun, où qu’il se trouve, peut exprimer ses idées, aussi singulières qu’elles puissent être, sans craindre d’être réduit au silence ou à une norme.
Vos notions juridiques de propriété, d’expression, d’identité, de mouvement et de contexte ne s’appliquent pas à nous. Elles se fondent sur la matière. Ici, il n’y a pas de matière.
Nos identités n’ont pas de corps ; ainsi, contrairement à vous, nous ne pouvons obtenir l’ordre par la contrainte physique. Nous croyons que l’autorité naîtra parmi nous de l’éthique, de l’intérêt individuel éclairé et du bien public. Nos identités peuvent être réparties sur un grand nombre de vos juridictions. La seule loi que toutes les cultures qui nous constituent s’accordent à reconnaître de façon générale est la Règle d’or. Nous espérons que nous serons capables d’élaborer nos solutions particulières sur cette base. Mais nous ne pouvons pas accepter les solutions que vous tentez de nous imposer.
Aux États-Unis, vous avez aujourd’hui créé une loi, la loi sur la réforme des télécommunications, qui viole votre propre Constitution et représente une insulte aux rêves de Jefferson, Washington, Mill, Madison, Tocqueville et Brandeis. Ces rêves doivent désormais renaître en nous.
Vous êtes terrifiés par vos propres enfants, parce qu’ils sont les habitants d’un monde où vous ne serez jamais que des étrangers. Parce que vous les craignez, vous confiez la responsabilité parentale, que vous êtes trop lâches pour prendre en charge vous-mêmes, à vos bureaucraties. Dans notre monde, tous les sentiments, toutes les expressions de l’humanité, des plus vils aux plus angéliques, font partie d’un ensemble homogène, la conversation globale informatique. Nous ne pouvons pas séparer l’air qui suffoque de l’air dans lequel battent les ailes.
En Chine, en Allemagne, en France, en Russie, à Singapour, en Italie et aux États-Unis, vous vous efforcez de repousser le virus de la liberté en érigeant des postes de garde aux frontières du cyber-espace. Ils peuvent vous préserver de la contagion pendant quelque temps, mais ils n’auront aucune efficacité dans un monde qui sera bientôt couvert de médias informatiques.
Vos industries de l’information toujours plus obsolètes voudraient se perpétuer en proposant des lois, en Amérique et ailleurs, qui prétendent définir des droits de propriété sur la parole elle-même dans le monde entier. Ces lois voudraient faire des idées un produit industriel quelconque, sans plus de noblesse qu’un morceau de fonte. Dans notre monde, tout ce que l’esprit humain est capable de créer peut être reproduit et diffusé à l’infini sans que cela ne coûte rien. La transmission globale de la pensée n’a plus besoin de vos usines pour s’accomplir.
Ces mesures toujours plus hostiles et colonialistes nous mettent dans une situation identique à celle qu’ont connue autrefois les amis de la liberté et de l’autodétermination, qui ont eu à rejeter l’autorité de pouvoirs distants et mal informés. Nous devons déclarer nos subjectivités virtuelles étrangères à votre souveraineté, même si nous continuons à consentir à ce que vous ayez le pouvoir sur nos corps. Nous nous répandrons sur la planète, si bien que personne ne pourra arrêter nos pensées.
Nous allons créer une civilisation de l’esprit dans le cyberespace. Puisse-t-elle être plus humaine et plus juste que le monde que vos gouvernements ont créé. »

## Contexte et accueil
Au moment où le document a été rédigé, Barlow avait déjà beaucoup écrit sur Internet et ses phénomènes sociaux et juridiques. L'un de ses travaux les plus connus reste « The Economy of Ideas », alors publié en mars 1994 dans le magazine Wired, il y avait fait allusion à Thomas Jefferson et certaines de ces idées qu'il écrivit dans cette déclaration.
En raison de son objet, le travail de Barlow est rapidement devenu célèbre et largement diffusé sur Internet. Dans les trois mois, environ 5 000 sites avaient des copies de la Déclaration. À neuf mois, ce nombre a été estimé à 40 000. Pour aborder la vision de Barlow d'un Internet autonome, un magistrat virtuel a été mis en place par l'Institut de droit du cyberespace, désormais hébergé par le « Chicago-Kent College of Law ». Les magistrats seraient nommés par l'Institut et ainsi que par d'autres groupes juridiques afin de résoudre les différends en ligne.